# Verzeichnis der Park- und Gartenanlagen gemäß § 1 Abs. 12 DMSG
Eine Anzahl der bedeutendsten gartenarchitektonischen Denkmale Österreichs wird im Verzeichnis der Park- und Gartenanlagen gemäß § 1 Abs. 12 Denkmalschutzgesetz (DMSG) namentlich geführt.

## Grundlagen

### Rechtliches und Organisatorisches
Denkmalschutz fällt gemäß der österreichischen Verfassung in den Zuständigkeitsbereich des Bundes; für Naturschutz hingegen sind die Länder zuständig. Das 1923 gegründete Bundesdenkmalamt betreute zunächst sowohl Baudenkmale wie auch Naturdenkmale, letztere gingen in der Zweiten Republik in Landeskompetenz über.
1964 versuchte der Verfassungsgerichtshof zur Klärung der Kompetenz zwischen Bund und Ländern eine klare Trennlinie zwischen Kultur bzw. Denkmalschutzangelegenheiten einerseits und Produkten der Natur andererseits zu ziehen. Er zog dabei einen Gesetzestext von 1918, in dem es um Ausfuhrverbote von Kulturgut gegangen war, heran, um den in der Verfassung als Bundesangelegenheit definierten Begriff „Denkmal“ ausschließlich für Gegenstände „von geschichtlicher, künstlerischer oder kultureller Bedeutung“ zu verwenden, und zog daraus die Schlussfolgerung, „Felder, Alleen und Parkanlagen und sonstige derartige Erscheinungsformen der gestalteten Natur sind nicht Denkmale.“ In den 1970ern wurde die Kompetenz des Naturschutzes – was den Bund betrifft – zum Umweltbundesamt umgelagert. Das Bundesdenkmalamt konnte somit in Verbindung mit Gärten und Parks nur mehr die ausschließlich von Menschen gemachten Denkmale (wie Stiegen, Figuren) schützen, aber nicht mehr die gestaltete Natur an sich. Trotzdem gründete das Bundesdenkmalamt 1986 ein Referat für Gartenarchitektur, um die Eigentümer von historischen Gärten und Parks zumindest durch Fachberatung bei der Gestaltung der Natur und Wiederherstellung des historischen Zustands zu unterstützen.
Unter Géza Hajós, dem langjährigen Leiter der Abteilung für Gartenarchitektur am Bundesdenkmalamt, konnte die historische Gartengestaltung als denkmalschützerisch relevantes Kulturgut erarbeitet werden. Eine 2004 abgeschlossene Inventarisierung der historischen Gärten Österreichs erfasste etwa 1700 Anlagen, davon schätzte das Bundesdenkmalamt etwa 1000 als schützenswert ein. Mit der Novelle des Denkmalschutzgesetzes von 1999 wurde durch eine im Verfassungsrang stehende Bestimmung eine kleine Auswahl historischer Park- und Gartenanlagen als explizit schützenswertes Gut verankert und der Kompetenz des Bundesdenkmalamts zugewiesen:

„Park- und Gartenanlagen sind auch hinsichtlich jener Teile, die aus gestalteter Natur bestehen, Denkmale und somit Angelegenheiten des Denkmalschutzes.“

Dazu wurde im Anhang 2 des Gesetzes eine namentliche Liste von 56 Gärten und Parkanlagen publiziert, die ex lege Angelegenheiten des Denkmalschutzes sind, diese Liste steht ebenfalls in Verfassungsrang. Auf diese Auswahl hatte man sich im Vorfeld in Gesprächen mit den Bundesländern geeinigt. Damit wurden diese Gärten in der Schutzkompetenz von den Ländern auf den Bund übertragen (Bundessache im Sinne des Art. 10 Abs. 1 Z 13 B-VG). Die Aufzählung im Anhang des Gesetzes bewirkte nicht schon Denkmalschutz für diese Anlagen, sondern schuf bloß die rechtliche Voraussetzung dafür, dass das Bundesdenkmalamt im Einzelfall nach Prüfung und Zustimmung des Eigentümers per Bescheid Denkmalschutz (auch) für die gestaltete Natur erklären könnte. Dass – im Unterschied zu Baudenkmalen – die Zustimmung allfälliger privater Eigentümer zum Umfang der Unterschutzstellung erforderlich ist, erschwert die Unterschutzstellung. 32 der in der Liste genannten Gärten waren zu der Zeit der Gesetzesnovelle in öffentlichem Eigentum, 24 in privater Hand. Eine tatsächliche Unterschutzstellung war seither hauptsächlich für in öffentlichem Eigentum stehende Anlagen möglich, sowie für einige privat betriebene Schauschlösser und kirchliches Eigentum.
Die am Bundesdenkmalamt zuständige Abteilung Gartenarchitektur wurde – nachdem Hajós in den Ruhestand gegangen war – in den 2010ern in der zentralen Abteilung für Spezialmaterien zusammengeführt (mit den Agenden Klangdenkmale und technische Denkmale).

### Zum Schutz von Gartenanlagen
Der Gartenarchitektur liegt per se ein Wesen der Veränderung zugrunde, das über die klassische Baudenkmalpflege und ihrer Ausrichtung auf Erhaltung der Originalsubstanz hinausgeht und einem modernen Leitbild eines lebendigen Kulturguts näher kommt. Das Schutzgut sind feststehende Aspekte der Freiräume wie die Konzeptionen der Anlage und Landschaftsgestaltung (Grundrisse, Terrassierungen usw.), aber auch veränderliche, wie die Kompositionen der Vegetation (auch in Zusammenspiel mit den Funktionsbauten etwa bei Schlossgärten, mit dem baufesten Garteninventar, mit Wasser und ähnlichen Umweltfaktoren) oder funktionelle Aspekte (Zier-, Prunk und Lustgärten, Nutz- und Zuchtgärten, Tier- und Jagdgärten usf.), die zeitlichen den Umständen angepasst werden müssen.
Dabei erfordert die Unterschutzstellung von Park- und Gartenanlagen „hinsichtlich ihrer gestalteten Natur“ ein auf wissenschaftlicher Basis erstelltes gutächtliches Konzept, dass „planlich und beschreibend eine Klarstellung von Art und Umfang der Unterschutzstellung ermöglichen muss und sowohl den Istzustand als auch den anzustrebenden Sollzustand der Park- oder Gartenanlage zu enthalten hat“ (§ 3 Abs. 5 DMSG), also einen pflegerischen Managementplan, ähnlich wie bei Gebieten des Naturschutzes. Wie in der Baudenkmalpflege ist hier aber zwischen Erhalt des historisch gewachsenen Aussehens und einer behutsamen Restaurierung eines früheren Planungszustandes abzuwägen. Daher gibt es Gärten, die baulich und zunehmend auch im Besatz mit alten Sorten streng in einem Zustand (etwa des Barock) gehalten werden (restauratorische Gartenpflege), ebenso wie solche, bei denen nurmehr lesbare Spuren der alten Konzeptionen bewahrt werden (konservatorische Gartenpflege). Naturgemäß erfordern dabei formale Gärten (italienische und französische Gärten) eine andere Behandlung als Landschaftsgärten (englische Gärten).
Die Abgrenzung zum Landschaftsschutz und dem Schutz genutzter natürlicher Ökosysteme, also Naturschutzangelegenheiten, ist dahingehend formuliert, dass sich der Denkmalschutz „auf jenen Umfang der Park- und Gartenanlagen zu beschränken [hat], die mit einem unbeweglichen Objekt, welches bescheidmäßig unter Denkmalschutz steht, in besonderer künstlerischer oder geschichtlicher Weise sowie auch räumlich verbunden ist.“ (§ 3 Abs. 5 DMSG). Einige Gärten wurden schon früher als Naturdenkmal ausgewiesen, etliche sind in vollem Umfang oder teilweise auch in einer der naturschützerischen Klassen erfasst. Einige der Gärten bilden auch essentielle Bestandteile des UNESCO-Welterbes in Österreich.

## Liste der Park- und Gartenanlagen gemäß DMSG
Legende:
Denkmal: Sortiert direkt nach dem Bauwerk (ohne den im Gesetz gegebenen Ortsnamen)
Z: zur Zugänglichkeit: ∗ … Bundesgarten; × … Privat, nur bedingt oder nicht öffentlich zugänglich
Datierung M. … Mitte, 1./2. H. … Hälfte (des Jahrhunderts)
S: zum Denkmalschutz für gestaltete Natur: x … Denkmalschutz (auch) für die gestaltete Natur
Weiteres zum Denkmalschutz: DML = Denkmalliste (Unbewegliche Denkmale laut Denkmalschutzgesetz); KGL = Kulturgüterliste (laut Haager Abkommen)
Landes- und Gemeindeinventare:  DOKA … Digitaler Oberösterreichischer Kulturatlas; BKL … Bau- und Kunstdenkmäler in Linz; TKK … Tiroler Kunstkataster
klein gesetzt: kein Denkmalschutz oder Miterfassung unklar
zum Naturschutz: Sortiert nach IUCN-Kategorie
| Bild | Denkmal                                                                                   | Nr | Bld. | Gemeinde                              | Z                 | Datierung, Stil                                                                                       | S | Weiteres zum Denkmalschutz | Weiteres zum Naturschutz                                                                                        |
| ---- | ----------------------------------------------------------------------------------------- | -- | ---- | ------------------------------------- | ----------------- | --- | - | --- | --- |
|      | Draßburg, Schlosspark                                                                     | 01 | Bgld | Draßburg                              | ×                 | um 1750, barocker Zier- und Landschaftsgarten                                                         |   | DML Park samt Gartenplastiken und Glashäusern | |
|      | Eisenstadt, Schlosspark                                                                   | 02 | Bgld | Eisenstadt                            | [ Z 2 ] [ Z 3 ]   | 1805–1815, Englischer Garten mit Orangerie                                                            |   | KGL Denkmalanlage Schloss Esterházy; DML Schlosspark | |
|      | Halbturn, Schlosspark                                                                     | 03 | Bgld | Halbturn                              |                   | um 1737, Barock (Parterre) / um 1900, Englischer Garten                                               |   | KGL Denkmalanlage Schloss Halbturn; DML Schloss Halbturn | |
|      | Kittsee, Schlosspark                                                                      | 04 | Bgld | Kittsee                               |                   | 1909, Neobarock und Englischer Garten                                                                 | x | bei DML Neues Schloss (Ethnographisches Museum) mit Gartenanlage | |
|      | Damtschach, Schlosspark                                                                   | 05 | Ktn  | Wernberg                              | ×                 | 1824, Englischer Garten der Romantik                                                                  | x | bei DML Schloss Damtschach mit Parkanlage | |
|      | Rosegg, Schlosspark                                                                       | 06 | Ktn  | Rosegg                                | (×)               | ab 1776, Barock, mit Irr- und Tiergarten                                                              |   | DML Schloss Rosegg, Lukretia | [ N 1 ] |
|      | Wolfsberg, Schlosspark                                                                    | 07 | Ktn  | Wolfsberg                             | (×)               | 1850er, Englischer Garten                                                                             |   | DML Schloss Henckel-Donnersmarck | |
|      | Zwischenwässern, bischöflicher Residenzgarten                                             | 08 | Ktn  | Straßburg                             | (×)               | ab 1778, Barock                                                                                       | x | bei DML Schlossanlage Pöckstein mit Gartenanlage samt Baulichkeiten | |
|      | Artstetten, Schloss                                                                       | 09 | NÖ   | Artstetten-Pöbring                    | [ Z 7 ]           | ab 1861, Landschaftsgarten                                                                            |   | DML Schloss Artstetten samt Gartenanlage (Freitreppen, Stützmauern, Badehaus u. dgl.)                                                                                                | |
|      | Bruck/Leitha, Schloss Prugg                                                               | 10 | NÖ   | Bruck an der Leitha                   | [ Z 8 ] [ Z 2 ]   | ab 1789, botanischer Landschaftsgarten                                                                |   | DML Schlossanlage Prugg mit Harrachpark | in Teilgebiet von ESG 20 / AT1220000 Feuchte Ebene–Leithaauen (FFH, 52 km²)                                     |
|      | Ernstbrunn, Schlossgarten                                                                 | 11 | NÖ   | Ernstbrunn                            | (×)               | 1860er, englischer Garten (teilw. Wildpark)                                                           |   | DML Schloss Ernstbrunn | in NPK 7 Leiserberge (45 km²) und LSG 9 Leiser Berge (70 km²)                                                   |
|      | Grafenegg, Schlosspark                                                                    | 12 | NÖ   | Grafenegg                             | [ Z 10 ]          | Anf. 19. Jh., Landschaftsgarten und Arboretum                                                         |   | DML Schloss Grafenegg | [ N 3 ] |
|      | Hernstein, Schlosspark                                                                    | 13 | NÖ   | Hernstein                             | (×)               | 1856–1880, Landschaftsgarten                                                                          |   | DML Schloss Hernstein | in ESG 12 / AT1212A00 Nordöstliche Randalpen (FFH, 641 km²); in LSG 3 Enzesfeld–Lindabrunn–Hernstein (700 km²)  |
|      | Kleinwetzdorf, Schlosspark                                                                | 14 | NÖ   | Heldenberg                            | (×)               | 18. u. 1. H. 19. Jh., barock bis klassizistischer Zier- und Landschaftsgarten (mit Gedenkstätte 1849) |   | [ D 21 ] | |
|      | Laxenburg, Schlosspark                                                                    | 15 | NÖ   | Laxenburg                             | [ Z 3 ]           | 1780, Englischer Garten                                                                               | x | in KGL Denkmalanlage Schloss Laxenburg, DML Gesamtanlage Schlosskomplex und Schlosspark Laxenburg                                                                                    | Teilgebiet von ESG 20 / AT1220000/V00 Feuchte Ebene–Leithaauen (FFH/BSG, 52/37 km²)                             |
|      | Melk, Stiftsgärten                                                                        | 16 | NÖ   | Melk                                  | [ Z 13 ]          | 1746/47, barocker Prunk- und Landschaftsgarten                                                        |   | in UNESCO 1134 Kulturlandschaft Wachau (Kernzone); in KGL Denkmalanlage Stift Melk, DML Gesamtanlage Stift Melk                                                                      | in LSG 17 Wachau und Umgebung (463 km²)                                                                         |
|      | Obersiebenbrunn, Schlosspark                                                              | 17 | NÖ   | Obersiebenbrunn                       | [ Z 14 ] [ Z 15 ] | um 1725, barocker Jagdpark                                                                            | x | DML Schlosspark Obersiebenbrunn (ehem. barocker Jagdpark) | NSG 22 Schlosspark Obersiebenbrunn                                                                              |
|      | Pottendorf, Schlosspark                                                                   | 18 | NÖ   | Pottendorf                            | [ Z 16 ]          | 2. H. 19. Jh., Landschaftsgarten                                                                      | x | DML Schlosspark Pottendorf | NDM BN-090 Schlosspark-Pottendorf                                                                               |
|      | Salaberg, Schloss- und Tierpark                                                           | 19 | NÖ   | Haag                                  | (×)               | 17./Anf. 18. Jh., Barock / um 1870, Landschaftsgarten (Tierpark)                                      |   | bei DML Schloss Salaberg samt Park | |
|      | Schlosshof, Park                                                                          | 20 | NÖ   | Engelhartstetten                      | ∗                 | 1720er, barocke Prunk- und Wirtschaftsgärten                                                          | x | in KGL Denkmalanlage Schloss Hof; bei DML Meierhof- sowie Park- und Gartenanlage Schloßhof                                                                                           | [ N 5 ] |
|      | Schönau/Triesting, Schlosspark                                                            | 21 | NÖ   | Günselsdorf, Schönau an der Triesting | ×                 | 1896, Landschaftsgarten                                                                               | x | DML Schlosspark Schönau | NDM BN-118 Schlosspark Schönau an der Triesting                                                                 |
|      | Schönborn, Schlosspark                                                                    | 22 | NÖ   | Göllersdorf                           | ×                 | 1712–1717, barocker Ziergarten, mit Orangerie / 19. Jh. Landschaftsgarten                             |   | DML Schloss Schönborn | |
|      | Seitenstetten, Stiftsgärten                                                               | 23 | NÖ   | Seitenstetten                         |                   | orig. 18. Jh., Barock- und Klostergarten                                                              | x | bei KGL Denkmalanlage Stift Seitenstetten, DML Stiftsanlage Benediktinerstift Seitenstetten samt Konvent- und Hofgarten                                                              | |
|      | Bad Ischl, Kaiservilla, Park                                                              | 24 | OÖ   | Bad Ischl                             | [ Z 3 ]           | 1853–1860, Landschaftsgarten                                                                          |   | bei DML Anlage Kaiservilla Bad Ischl, DOKA 40703 2001 | |
|      | Gmunden, Villa Toscana, Park                                                              | 25 | OÖ   | Gmunden                               |                   | ab 1869, Landschaftsgarten                                                                            | x | DML Park der Villa Toskana, BKL 2610 | Seeuferschutzzone                                                                                               |
|      | Linz, Bauernberganlagen, Park                                                             | 26 | OÖ   | Linz                                  |                   | ab 1911, Landschaftsgarten (Volksgarten)                                                              | x | DML Bauernberganlagen, BKL 2610 | |
|      | Neuwartenburg, Schlosspark                                                                | 27 | OÖ   | Timelkam                              | ×                 | 19. Jh., Landschaftsgarten                                                                            |   | DML Schloss Neuwartenburg samt Falkenhaus, DOKA 41743 1007 | |
|      | Anif, Schlosspark                                                                         | 28 | Sbg  | Anif                                  | (×)               | um 1800, Englischer Garten der Romantik                                                               |   | bei DML Schloss Anif mit Einrichtung und Park | in LSG 52 Salzburg-Süd (1147 ha); Grüngürtel Salzburg                                                           |
|      | Salzburg, Hellbrunn, Schlosspark                                                          | 29 | Sbg  | Salzburg                              | [ Z 21 ]          | ab 1615, Ziergarten des Manierismus, Jagdgarten, Landschafts- und Wildnisgarten (teilw. Zoo)          |   | bei KGL Denkmalanlage Schloss Hellbrunn; DML Schlossanlage Hellbrunn, Gesamtanlage samt Gartenbaudenkmalen                                                                           | in LSG 52 Salzburg-Süd (1147 ha); Grüngürtel Salzburg;                                                          |
|      | Salzburg, Kleßheim, Schlosspark                                                           | 30 | Sbg  | Wals-Siezenheim                       | [ D 40 ]          | um 1700, Zier-, Wirtschafts- und Jagdgarten des Barock                                                | x | bei KGL Denkmalanlage Schloss Kleßheim; DML Gesamtanlage Schloss Kleßheim samt Parkanlage                                                                                            | in LSG 50 Siezenheimer Au (146 ha); Grüngürtel Salzburg                                                         |
|      | Salzburg, Leopoldskron, Schlosspark                                                       | 31 | Sbg  | Salzburg                              | [ Z 22 ]          | 1736–1740, Barock- und Landschaftsgarten                                                              |   | in UNESCO 784 Historisches Zentrum der Stadt Salzburg (Pufferzone); DML Schloss Leopoldskron (mit Kapelle)                                                                           | in LSG 37 Leopoldskroner Weiher (81 ha); Grüngürtel Salzburg                                                    |
|      | Salzburg, Mirabell, Schlosspark (Mirabellgarten, Kernzone)                                | 32 | Sbg  | Salzburg                              | [ Z 23 ]          | ab 1687, Barock                                                                                       | x | in UNESCO 784 Historisches Zentrum der Stadt Salzburg und KGL Ensemble Altstadt Salzburg; bei DML Anlage Schloss Mirabell samt Gärten                                                | Grüngürtel Salzburg                                                                                             |
|      | Bad Gleichenberg, Kurpark                                                                 | 33 | Stmk | Bad Gleichenberg                      |                   | ab 1837, Landschaftsgarten und Arboretum                                                              |   | [ D 44 ] | in LSG 37 Landschaftsschutzgebiet Gleichenberger Kogel, Kapfenstein, Stradner Kogel (5178 ha)                   |
|      | Brunnsee, Schlosspark                                                                     | 34 | Stmk | Eichfeld                              | ×                 | 1821, Landschaftsgarten der Romantik und Wirtschaftsgarten                                            |   | DML Schloss Brunnsee mit Schlosskapelle | |
|      | Graz-Eggenberg, Schlosspark                                                               | 35 | Stmk | Graz                                  | [ Z 3 ]           | 1. H. 19. Jh., Landschaftsgarten                                                                      | x | in UNESCO 931 Stadt Graz – Historisches Zentrum und Schloss Eggenberg; DML Schlosspark Eggenberg (und DML Schloss Eggenberg samt Park)                                               | ESG 42 / AT2245000 Schloss Eggenberg (FFH, 18 ha)                                                               |
|      | Graz, Schlossberg und Stadtpark                                                           | 36 | Stmk | Graz                                  |                   | 1869–1872, Landschaftsgarten                                                                          | x | in UNESCO 931 Stadt Graz – Historisches Zentrum und Schloss Eggenberg; KGL Ensemble Altstadt Graz; DML Schlossberg – Gesamtanlage und DML Stadtpark Gesamtanlage                     | |
|      | Hollenegg, Schlosspark                                                                    | 37 | Stmk | Schwanberg                            | (×)               | unbek. (M. 19. Jh.), Haus- und Wirtschaftsgarten                                                      |   | DML Schloss Hollenegg | |
|      | Flaurling, Riesgebäude, Garten                                                            | 38 | Tir  | Flaurling                             |                   | 1745, Barock                                                                                          | x | bei DML Risgebäude mit Gartenraum; TKK 681240 Barockgarten, Risgarten | |
|      | Innsbruck, Schloss Ambras, Schlosspark                                                    | 39 | Tir  | Innsbruck                             | ∗                 | 2. H. 16. Jh., Renaissance (und Englischer Garten)                                                    | x | KGL Denkmalanlage Schloss Ambras; bei DML Schloss Ambras mit Gartenanlage; TKK 1227190 Schlosspark Ambras                                                                            | |
|      | Innsbruck, Hofgarten                                                                      | 40 | Tir  | Innsbruck                             | ∗                 | M. 19. Jh., Englischer Garten                                                                         | x | in KGL Ensemble Altstadt Innsbruck; DML Gesamtanlage Hofgarten; TKK 1161690 Hofgarten                                                                                                | |
|      | Reith, Schloss Matzen, Park                                                               | 41 | Tir  | Reith im Alpbachtal, Brixlegg         |                   | 1. H. 19. Jh., Englischer Garten                                                                      |   | DML Burg Matzen | ND 5-38 Schlosspark Matzen (östlicher Teil) und ND 5-39 Schlosspark Matzen (westlicher Teil)                    |
|      | Bregenz, Palais Thurn und Taxis, Garten                                                   | 42 | Vlbg | Bregenz                               |                   | 1887, Arboretum                                                                                       | x | DML Garten der Villa Thurn und Taxis | |
|      | Bregenz, Villa Raczinsky (Kloster Marienberg), Garten                                     | 43 | Vlbg | Bregenz                               | [ Z 26 ]          | 1874, Französischer Garten                                                                            | x | bei DML Kloster Marienberg, ehem. Villa Raczynski (Gartenanlage und Baulichkeiten)                                                                                                   | |
|      | Feldkirch, Villa Tschavoll, Garten                                                        | 44 | Vlbg | Feldkirch                             | ×                 | 1876, Landschaftsgarten                                                                               |   | in KGL Ensemble Feldkirch; DML Villa Tschavoll | |
|      | Dornbirn, Ensemble der Villengärten Dr.-Waibel-Straße Nr. 11, 12 und 14                   | 45 | Vlbg | Dornbirn                              | ×                 | 1890er, Landschaftsgarten und Obstwiesen                                                              |   | DML Villa Oscar Rüf mit Springbrunnenbecken; DML Villa/Landhaus, Wingathof (Villa Otto Hämmerle), DML Villenanlage Guntram Hämmerle                                                  | |
|      | Palais Augarten, Park                                                                     | 46 | W    | Wien-Leopoldstadt                     | ∗                 | 1708–1713, Barock                                                                                     | x | DML Gesamtanlage Augarten, Park und Baulichkeiten | |
|      | Schloss Belvedere, Schlosspark                                                            | 47 | W    | Wien-Landstraße                       | ∗                 | 1698–1726, Italienisch-französischer Garten des Barock (mit Alpengarten)                              | x | in UNESCO 1033 Historisches Zentrum von Wien (Kernzone); KGL Denkmalanlagen Belvedere; DML Schloss Belvedere samt Schlosspark mit Baulichkeiten                                      | |
|      | Gärten des Hofburgkomplexes (Volksgarten, Burggarten, Heldenplatz, Maria-Theresien-Platz) | 48 | W    | Wien-Innere Stadt                     | (∗)               | 1817–1823, Französische und englische Gärten                                                          | x | in UNESCO 1033 Historisches Zentrum von Wien (Kernzone); KGL Ensemble Innere Stadt; DML Volksgarten; DML Burggarten, Kaisergarten; DML Heldenplatz; DML Maria-Theresien-Platz        | |
|      | Neuwaldegg, Schlosspark                                                                   | 49 | W    | Wien-Hernals                          | [ Z 29 ]          | um 1692–1697 barock / ab 1765 englischer Garten                                                       | x | bei DML Gesamtanlage, Schloss Neuwaldegg (Baulichkeiten, Gartenbaudenkmale und Skulpturen) und DML Teil des Neuwaldegger Schlossparkes (Neuwaldegger Allee u. a., Schwarzenbergpark) | in LSG 6A Hernals–Wienerwald (ges. 6 km²)                                                                       |
|      | Pötzleinsdorf, Schlosspark                                                                | 50 | W    | Wien-Währing                          | [ Z 23 ]          | ab 1797, Englischer Garten                                                                            | x | bei DML Gesamtanlage Schloss Pötzleinsdorf samt Pötzleinsdorfer Schlosspark mit diversen Baulichkeiten und Skulpturen                                                                | in LSG 9A Währing–Wienerwald (ges. 1,5 km²)                                                                     |
|      | Villa Primavesi, Park                                                                     | 51 | W    | Wien-Hietzing                         | ×                 | 1913–1915, Hausgarten des Jugendstil                                                                  |   | DML Villa Skywa-Primavesi | |
|      | Rathauspark                                                                               | 52 | W    | Wien-Innere Stadt                     | [ Z 23 ]          | 1873, Landschaftsgarten (Volksgarten), Arboretum                                                      | x | in UNESCO 1033 Historisches Zentrum von Wien (Kernzone); KGL Ensemble Innere Stadt; DML Rathauspark mit Denkmälern, Skulpturen, Brunnen und Baulichkeiten                            | |
|      | Schloss Schönbrunn, Park                                                                  | 53 | W    | Wien-Hietzing                         | ∗                 | 1695–1699, Barock (mit Orangerie, Palmenhaus, Irrgarten, Tiergarten, Alpengarten, u. a. m.)           | x | UNESCO 786 Schloss und Park von Schönbrunn; KGL Denkmalanlage Schloss Schönbrunn; DML Gesamtanlage, Schloss Schönbrunn                                                               | großteils LSG 5C Hietzing–Großparkanlage „Schloss Schönbrunn“ (ges. 3,6 km²); enthält gesch. Biotop Fasangarten |
|      | Palais Schwarzenberg (Wien III), Park                                                     | 54 | W    | Wien-Landstraße                       | ×                 | 1697–1728, Barock (1950er Landschaftsgarten)                                                          |   | in UNESCO 1033 Historisches Zentrum von Wien (Kernzone); DML Gesamtanlage, Palais Schwarzenberg                                                                                      | |
|      | Stadtpark                                                                                 | 55 | W    | Wien-Innere Stadt, Wien-Landstraße    | [ Z 23 ]          | 1861–1863, Englischer Garten (Volksgarten)                                                            | x | in UNESCO 1033 Historisches Zentrum von Wien (Kernzone); KGL Ensemble Innere Stadt; DML Stadtpark und Kinderpark samt Baulichkeiten                                                  | |
|      | Türkenschanzpark                                                                          | 56 | W    | Wien-Währing                          | [ Z 23 ]          | ab 1885, Englischer Garten (Volksgarten)                                                              | x | DML Türkenschanzpark samt Baulichkeiten | Teil von LSG 9C Währing–Parkanlagen (ges. 1,5 km²)                                                              |

Anmerkungen:
Zur Zugänglichkeit:
1. ↑  nach Verkauf freier Zutritt geplant (Stand 2010)
2. 1 2  Verbund Die Großen Gärten
3. 1 2 3 4 5 6 7 8  Eintrittsgeld (Stand 2015)
4. ↑  Privatbesitz, Eintrittsgeld (Stand 2015)
5. ↑  für Veranstaltungen (Stand 2015)
6. ↑  Führungen (Stand 2015)
7. ↑  privat, für Museumsbesucher mit Eintritt(sgeld), teilweise öffentliche Veranstaltungen; einige Teile nicht öffentlich (Stand 2015)
8. ↑  privat, in weitesten Teilen öffentlich zugänglich (Stand 2015)
9. ↑  privat, für Veranstaltungen gelegentlich geöffnet, Wildpark Eintrittsgeld (Stand 2015)
10. ↑  privat, Park frei zugänglich, Museumsbereich Eintritt (Stand 2015)
11. ↑  privat (Seminarhotel), nur bedingt öffentlich zugänglich (Stand 2015)
12. ↑  privat, nur der Landschaftsgarten mit Heldenberg öffentlich (Stand 2015)
13. ↑  Öffnungszeiten; teils nicht zugänglich (Kloster)
14. ↑  Öffnungszeiten; teils nicht zugänglich, Reitstall mit Koppeln; Schloss ein koptisches Kloster, nicht zugänglich (Stand 2015)
15. 1 2  Verbund Marchfeldschlösser
16. ↑  Park seit 2009 wieder zugänglich, Schloss ruinös (Stand 2015)
17. ↑  privat, Schloss und Garten nur für Gäste; Tiergarten mit Eintritt (Stand 2015)
18. ↑  privat, nicht öffentlich zugänglich (nur für Hausgäste), kleine Bereiche in Günselsdorf frei betretbar (Stand 2015)
19. ↑  Golfplatz, öffentliche Straße durch den Park (Stand 2015)
20. ↑  zweimal im Jahr geöffnet (Fronleichnam, 8. Dezember; Stand: 2015)
21. ↑  Öffnungszeiten; Zoo Eintritt
22. ↑  Leopoldskroner Weiher öffentlich; Schloss privat (Hotel, Stand 2015)
23. 1 2 3 4 5 6  Öffnungszeiten (Stand 2015)
24. ↑  privat, nur für Veranstaltungen (Stand 2015)
25. ↑  Teile des Parks und des Schlosses nur eingeschränkt zugänglich (Führungen, Gottesdienste der Pfarr- und Schlosskirche; Stand: 2015)
26. ↑  frei zugänglich (öffentliche Schule)
27. ↑  seit 1775 öffentlich (zweiter öffentlicher Park nach dem Prater)
28. ↑  Volks- und Burggarten Bundesgarten; ersterer 1823 eröffnet, zweiterer seit 1919 öffentlich; Öffnungszeiten
29. ↑  der Schwarzenbergpark seit 1985 öffentlich, Schloss und Terrassengarten seit 2002 (Privatbesitz, Veranstaltungen; Stand 2015)
30. ↑  seit 1779 öffentlich; Öffnungszeiten, Eintrittsgeld nur für Schloss und Tiergarten; Fasangarten nicht öffentlich
31. ↑  Privatbesitz, nur für Veranstaltungen; freier Eintritt in den Park geplant (Stand 2014)

Zum Denkmalschutz:
1. ↑  ursp. mittelalterlicher Edelhof; Landschaftsgarten 2.H. 19.Jh. und 2.H. 20. Jh. umgestaltet
2. ↑  baulich: DML Schloss Draßburg
3. ↑  ursp. Wirtschaftsanlage einer Burg des Mittelalters, 1650er Barockschloss, 18. Jh. barocker Blumen- und Küchengarten; aktuelle Restaurierungen
4. ↑  baulich im Park: DML Schlosskomplex; DML Leopoldinentempel; u. a.
5. ↑  mit zeitgenössischem Skulpturenpark
6. ↑  im Park auch DML Kath. Pfarrkirche hl. Joseph
7. ↑  ursp. 1668 Renaissance, 1730–1740 Barock
8. ↑  auch DML Gartenportal
9. ↑  Gartenanlage in zwei Katastralgemeinden, daher zwei Einträge
10. ↑  originale Anlage 1825 bei einem Hochwasser zerstört; Alleen; der Tiergarten der 1830er am Burghügel heute Wildpark; das Gartenlabyrinth von 2001, das größte Österreichs
11. ↑  im ehem. Tiergarten DML Burgruine Altrosegg, Rosegg; DML Jägerhaus, ehem. Pfleghaus; DML Ehem. Wirtschaftsgebäude
12. ↑  auch DML Reitschule
13. ↑  Barockanlage teilweise erhalten
14. ↑  Um 1707 barocker Ziergarten von Lucas von Hildebrandt
15. ↑  2.H. 17.Jh. barocke und 1775 barock-klassizistische Anlage, Inventar teils erhalten
16. ↑  davor barocker Lustgarten (Teile des Inventars in der Umgebung erhalten); vor 1808 als romantischer Landschaftsgarten angelegt, Mitte 19. Jahrhundert um englische Elemente ergänzt; wertvoller Baumbestand
17. ↑  mit DML Gutshofsiedlung des Schlosses Grafenegg
18. ↑  ein Werk von Teophil Hansen
19. ↑  darin auch Ruine Hernstein
20. ↑  eigentümliche Anlage, heute verwildert, Gartenmobiliar teils ruinös
21. ↑  darin DML Heldenberg
22. ↑  ursp. mittelalterliches Jagdgebiet, Mitte 17. Jh. Barockgarten; erste romantisierende Anlage Österreichs
23. ↑  einige Einzelausweisungen von Garteninventar seit 2013 unter dem Eintrag der Gesamtanlage
24. ↑  Barockanlage vollständig erhalten
25. ↑  darin auch DML Gartenpavillon des Schlosses Obersiebenbrunn; baulich südlich angrenzend DML Schloss Pottendorf u. a. m.
26. ↑  baulich DML Schlossruine Pottendorf samt Kapelle
27. ↑  diverse spätere Umgestaltungen, Barockanlage in Grundstruktur erhalten; Tierpark 1973 eingerichtet
28. 1 2 3 4  ein Werk von Lucas von Hildebrandt
29. ↑  baulich: DML Schloßhof und DML Ehem. Schlosstaverne
30. ↑  ursp. 1790, freimauerliches Rokoko/Romantik; Originalzustand nur in Resten erhalten (Gartenbauten)
31. ↑  Ausweisung nur in der Gemeinde Schönau a.d.T., dort auch DML Tempel der Nacht und Bogenbrücke im Schlosspark von Schönau, sowie DML Portalanlage – Löwentor in Günselsdorf
32. ↑  1945 schwer beschädigt; 1989 als Golfplatz überarbeitet
33. ↑  und DML Orangerie; DML Hl. Johannes Nepomuk-Kapelle
34. ↑  ursp. etwa zw. Erbauung bis 1740 und 1780er; 1996 nach historischen Vorbildern restauriert; mit Rosengarten
35. ↑  auch 28328 Benediktinerstift Seitenstetten
36. ↑  bis 2012 einzeln als Kaiservilla samt Park sowie Marmorschlössl; Kaiservilla-Küchengebäude, Office; Ehem. Gärtnerhaus, Gärtnerei; Fotomuseum des Landes Oberösterreich; Landesmusikschule
37. ↑  baulich im Areal: DML Villa Toskana und DML Kleine Villa Toskana
38. ↑  mit zeitgenössischem Skulpturenpark
39. ↑  ursp. 1730er, Barock
40. ↑  Prunkgarten öffentlich, Jagdgarten (Golfclub) und Schloss (Tourismusschule) großteils nicht zugänglich (Stand 2015)
41. 1 2 3  ein Werk von Johann Bernhard und/oder Joseph Emanuel Fischer von Erlach
42. ↑  Jagdgarten Golfplatz, nurmehr in Grundstruktur erhalten
43. ↑  ursp. um 1606; mit Skulpturengarten Zwergelgarten von 1690
44. ↑  nur Einzelbauwerke: Nördlicher Speisetrakt des ehem. Kurhotels, Eiskeller, Brunnenhaus beim Kurmittelhaus, Villa Wickenburg
45. ↑  ursp. Mitte 17.Jh., Barockanlage
46. ↑  sowie DML Gartenpavillon des Schlosses Brunnsee
47. ↑  ursp. 17.Jh., Barockanlage; Restaurierung des Bestandes der Romantik ab den 1970ern; im Nordeck zeitgenössische Neuanlage mit Planetengarten
48. ↑  Erweiterung der Welterbestätte 2010 um das Schloss Eggenberg; KGL Ensemble Altstadt Graz nur auf die Innere Stadt eingeschränkt
49. ↑  teils alter Stadtwald, teils neuangelegter Volksgarten
50. ↑  zahlreichge Einzelausweisungen
51. ↑  ehem. Gem. Hollenegg
52. ↑  Terrassengarten des Schlosses vielleicht um 1825, Parkschmuck teils 19. Jh.; Obstgärten und historischer Baumbestand ab 1820–1850
53. ↑  aus dem Gartenareal DML Zwei Brunnenbecken und Gartenmauer
54. ↑  auch Rishaus, Risschlössl, Ansitz Ris, Ansitz Risenegg, Flaurlinger Schlösschen, Widum Flaurling; Ensemble aus Filialkirche Flaurling, Ansitz, Pfarramt, Wirtschaftsgebäuden, mit Kalvarienberg.
55. ↑  ursp. 1564, Renaissance
56. ↑  etliche Einzelbauten im Tiroler Kunstkataster speziell vermerkt
57. ↑  nur baulich: DML Palais Thurn und Taxis (ehemalige Villa Güllich)
58. ↑  ursp. 1614 Jagdgarten, 1650 Renaissancegarten holländischen Stils, 1660er barock; gesamte Anlage 1683 in der Türkenbelagerung zerstört; zahlreiche jüngere Einbauten innerhalb der barocken Struktur (Bauten, Sportplätze)
59. ↑  mit Palais Augarten und Schloss Augarten
60. ↑  angrenzend Schwarzenberggarten (Nr. 54) und Botanischer Garten der Universität Wien
61. ↑  Volksgarten französischer Garten, 1860 erweitert; Burggarten urspr. französisch, 1863 erweitert und in englischen Garten umgestaltet; Helden- und Maria-Theresien-Platz französisch, ursp. als Teil des Kaiserforums konzipiert, Heldenplatz dann Paradeplatz und nur rudimentär gestaltet
62. ↑  sowie zahlreiche einzelne Einträge für Inventar
63. ↑  ursp. 1535 Landgut Neuwaldeggerhof; Fassung der 1690er vermutlich ein Werk von Johann Fischer von Erlach mit Zwergerlgalerie; der Jagdgarten bis 1801 in einen englischen Landschaftsgarten umgebaut, die erste solche Anlage Österreichs; Terrassengarten 1890er neobarockisiert
64. ↑  sowie einige weitere bauliche Einträge
65. ↑  ursp. im Laufe des 18. Jh. angelegt
66. ↑  1956 umgestaltet
67. ↑  ursprünglich 1569 Jagdgarten, in der Türkenbelagerung 1683 zerstört; diverse Erweiterungen 1750 im Parterre, 1780 zur Gloriette
68. ↑  Barockanlage in Grundzügen erhalten, im Zweiten Weltkrieg schwer beschädigt und danach als Park saniert; angrenzend Belvederegarten (Nr. 47)

Zum Naturschutz:
1. ↑  nördlich  NDM VL 08 Linden-Alleen in Rosegg
2. 1 2 3  Biotop- und Habitatschutz der Zone
3. ↑  Teilbereiche Teil von ESG 7 / AT1207000 Kamp- und Kremstal (BSG, 239 km²): ortsseitige Aussenzonen und direkte Schlossumgebung; Biotopschutz für Vögel
4. ↑  darin auch NDM BN-004 Linde (Bildbaum)
5. ↑  enthält kleines Teilgebiet des ESG 2 / AT1202000 March–Thaya-Auen; Biotop- und Habitatschutz der Feuchtgebiete
6. ↑  NDM in den Gemeinden Günselsdorf und Schönau an der Triesting
7. ↑  500-m-Zone um die großen Seen, Oö. Naturschutzgesetz § 1 Abs. 2.
8. ↑  enthält GLT 100 Eichenreihe im Schloßpark Hellbrunn, Sichtachsen GLT 50 Hellbrunner Allee
9. ↑  Sichtachse GLT 123 Klessheimer Allee
10. ↑  Habitatschutz einer Fledermaus
11. ↑  zwei Ausweisungen (1961, 1972) aufgrund alter Gemeindegrenzen
12. ↑  § 7 Biotop- und Artenschutz: Schutz von Biotopen, Wiener Naturschutzgesetz.